# Romain Sicard
Romain Sicard (* 1. června 1988 Bayonne) je francouzský cyklista, který v současné době jezdí za profesionální tým Total Direct Energie.